# 가에타노 데 산크티스
가에타노 데 산크티스(이탈리아어: Gaetano De Sanctis, 1870년 10월 15일~1957년 4월 9일)는 이탈리아의 역사가, 정치인이다. 주로 유럽 고대사를 연구했으며 호메로스의 문헌부터 비잔티움 제국 시대사까지 폭넓은 시대를 연구했다. 주요 저서로는 로마사 연구의 고전으로 손꼽히는 《로마인의 역사》(1907~1923)가 있다.
모교인 로마 라 사피엔차 대학교 고대사 교수를 맡았으며 고대 그리스사가인 아르날도 모미글리아노 등에게 학문적으로 영향을 끼쳤다. 교수로 재임 도중 베니토 무솔리니 정권이 수립되자 다른 이탈리아 대학 교수 11명과 함께 충성 맹세를 거부하며 반파시스트 운동을 전개했다. 전후에는 이탈리아 화폐 연구소 소장(1944~1952)과 이탈리아 백과사전 연구소 소장(1947~1954)을 맡았고 제1대, 2대 이탈리아 종신 상원의원(1950~1957)을 역임했다.

## 저서
- 《로마인의 역사》(Storia dei Romani, 1907~1923)